# Wolpertswende
Wolpertswende – miejscowość i gmina w Niemczech, w kraju związkowym Badenia-Wirtembergia, w rejencji Tybinga, w regionie Bodensee-Oberschwaben, w powiecie Ravensburg, siedziba związku gmin Fronreute-Wolpertswende.

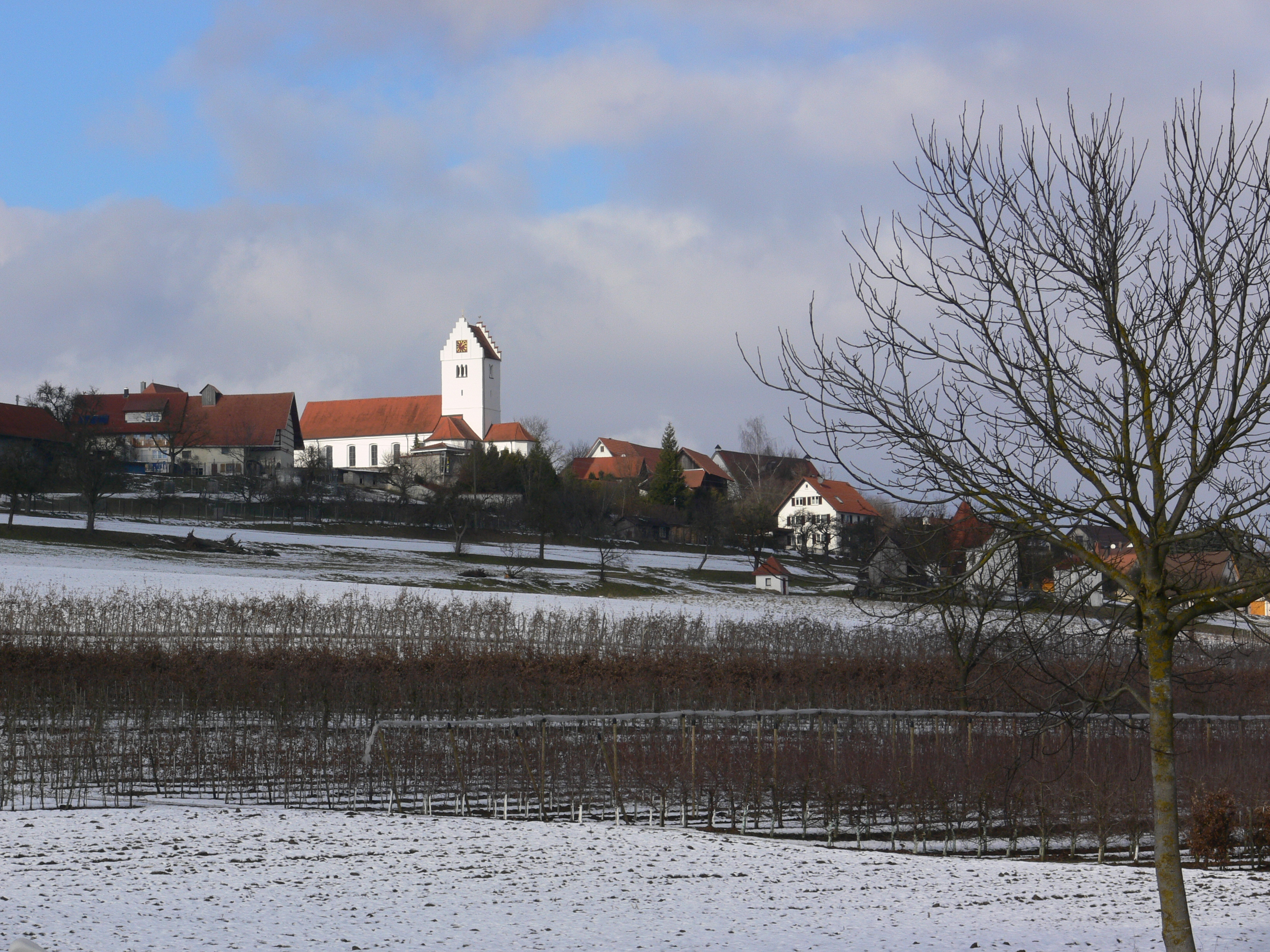
Wolpertswende